# Nocturnes, opus 32 de Chopin
Pour un article plus général, voir Nocturnes (Chopin).
Les Nocturnes, opus 32 de Frédéric Chopin sont deux pièces pour piano composées à partir de 1835 et publiées en 1837. Chopin a dédié ces deux morceaux à Madame la Baronne de Billing, née de Courbonne.
Selon Guy de Pourtalès, ces Nocturnes, parmi d'autres pièces, portent « l'interrogation ou les élans secrets » de la relation que nouaient George Sand et Frédéric Chopin.

## Nocturne ensimajeur, Op. 32,no1

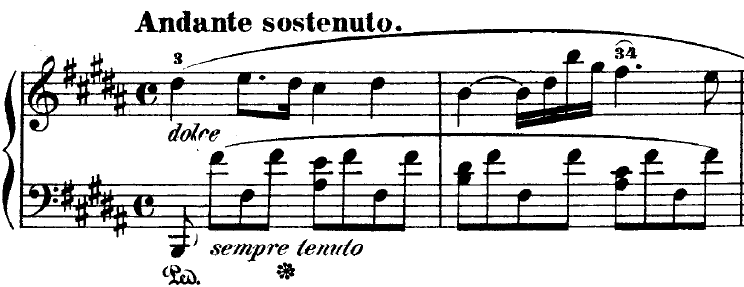
Premières mesures du Nocturne en si majeur opus 32 no 1

Le premier nocturne, en si majeur, est en 4/4. Le tempo indiqué est Andante sostenuto. La pièce peut être décomposée en plusieurs parties. Ces parties sont séparées par une retenue (ritenuto) puis un a tempo au début de la partie suivante. Les séparations se font aux mesures 7, 19, 36, 51 et 57. La dernière partie est particulière puisqu'elle introduit le nocturne suivant lent en passant par deux mesures, les dernières, indiquées comme Adagio. Les motifs rythmiques changent sensiblement, prenant la forme d'une cadence avec une alternance de tenues laissées à la libre appréciation du pianiste (points d'orgue) et l'absence de métrique claire.

## Nocturne enlabémol majeur, Op. 32,no2

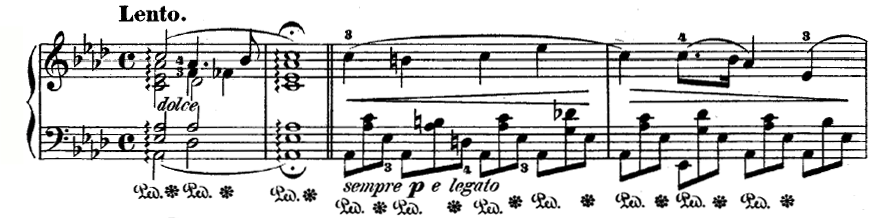
Premières mesures du Nocturne en la bémol opus 32 no 2

Le second nocturne, en La bémol majeur, est en 4/4. A la mesure 27, la mesure passe en 12/8 et la tonalité en Fa mineur (gamme relative de La bémol majeur). La tonalité change une nouvelle fois en La majeur à la mesure 39 tandis que la métrique revient en 4/4. Le tempo indiqué est Lento mais change plus loin dans la pièce en Appassionato avant de redevenir Lento pour les deux dernières mesures. La pièce se conclut d'ailleurs sur les deux mêmes mesures autour de l'accord de La bémol majeur par lesquelles elle avait commencé.